# Президијум Сабора НР Хрватске
Президијум Сабора НР Хрватске био је колективни шеф државе у Народној Републици Хрватској од 25. јула 1945. до 5. фербуара 1953. године. Настао је трансформацијом Председништва ЗАВНОХ у Председништво Народног сабора Хрватске, а дефинисан је Уставом НР Хрватске из 1947. године. Укинут је доношењем Уставног закона, након чега је функција шефа државе у НР Хрватској пренета на функцију председника Сабора НР Хрватске.

## Историјат
Највише представничко тело Хрватске у току Народноослободилачког рата било је Земаљско антифашистичко вијеће народног ослобођења Хрватске (ЗАВНОХ) који је формирано 14. јуна 1943. на заседању у Оточцу. На Трећем заседању ЗАВНОХ одржаном 8. и 9. маја 1944. у Топуском изабрано је Председништво ЗАВНОХ које су чинили — председник Владимир Назор, потпредседници Андрија Хебранг, Фрањо Гажи и Раде Прибићевић, секретар Павле Грегорић и заменици секретара Стјепан Првчић и Душан Чалић. На Четвртом заседању ЗАВНОХ одржаном 24. и 25. јула 1945. у Загребу ЗАВНОХ је прерастао у Народни сабор Хрватске, а његово Председништво у Председништво Народног сабора. Дотадашњи председник Председништва ЗАВНОХ Владимир Назор постао је председник Председништва и уједно председник Народног сабора.
Усвајањем Закона о имену Народне Републике Хрватске 26. фебруара 1946. Председништво Народног сабора преименовано је у Президијум Сабора. Након избора за Уставотворни сабор НР Хрватске, одржаних 10. новембра 1946, конституисан је Уставотворни сабор, који је 30. новембра изабрао Президијум Уставотворног сабора, чији је председник и даље био Назор, док су потпредседници били Туна Бабић и Миле Почуча, а секретар Иво Сарајчић. Чланови Президијума у првом сазиву били су — Владимир Бакарић, Марко Белинић, Антун Бибер, Душан Бркић, Антун Вркљан, Фрањо Гажи, Павле Грегорић, Маца Гржетић, Раде Жигић, Иван Крајачић, Вицко Крстуловић, Карло Мразовић, Раде Прибићевић, Стјепан Првчић, Светозар Ритиг, Фране Фрол, Андрија Хебранг, Јосип Хрнчевић и Станко Шкаре. Након прикључења Истре, Ријеке и Задра у састав НР Хрватске, за чланове Презудијума су 9. децембра 1947. изабрани — Ђузепе Аригони, Саво Златић и Фрањо Нефат. Уставотворни сабор усвојио је 18. јануара 1947. Устав Народне Републике Хрватске којим је дефинисана улога Президијума Сабора који је био колективни орган и састојао се од председника, два потпредседника, једног секретара и највише 23 чланова. Истог дана када је усвојен Устав, Президијум Уставотворног сабора преименован је у Президијум Сабора.
Назор се налазио на челу Президијума до своје смрти 19. јун 1949, након чега је за председника Президијума 15. октобар 1949. изабран Карло Мразовић. Поред председника, промењени су потпредседник и секретар Президијума. Након оставке секретара Иве Сарајчића, који је прешао на нову дужност, на његово место 10. марта 1947. изабран је Јуре Франичевић, а након оставке потпредседника Милета Почуче, који је такође прешао на нову дужност, на његово место је 17. маја 1950. изабрана Ката Пејновић. У току првог сазива Президијума сабора изврешене су следеће измене чланова — уместо Андрије Хебранга 17. децембра 1948. изабран је Звонко Бркић; уместо Саве Златића 7. марта 1949. изабран је Томаж Добрић; уместо Душка Бркића и Радета Жигића 11. септембра 1950. изабрани су Никола Секулић и Душан Чалић. Сва четворица искључених чланова Президијума била су смењена из политичких разлога, током сукоба Тито—Стаљин. За додатног члана Президијума изабран је 17. маја 1950. Јаков Блажевић.
После избора одржаних 5. новембра 1950. Сабор је 4. децембра изабрао нови Президијум чији је председник и даље био Мразовић, док су потпредседници били Туна Бабић и Ката Пејновић, а секретар Јуре Франичевић. Чланови Президијума у другом сазиву били су — Владимир Бакарић, Марко Белинић, Антун Бибер, Јаков Блажевић, Звонко Бркић, Антун Вркљан, Фрањо Гажи, Иван Гранђа, Маца Гржетић, Павле Грегорић, Томазе Добрић, Иван Крајачић, Вицко Крстуловић, Фрањо Нефат, Миле Почуча, Марко Половић, Раде Прибићевић, Светозар Ритиг, Никола Секулић, Фране Фрол, Јосип Хрнчевић и Душан Чалић.
Мразовић је функцију оредседника Президијума обављао до 18. март 1952, када га је због преласка на дужност амбасадора ФНРЈ у Мексику, заменио Вицко Крстуловић. Након што је Народна скупштина ФНРЈ 13. јануара 1953. усвојила Уставни закон о основама друштвеног и политичког уређења ФНРЈ, којим је између осталог укинут Президијум Народне скупштине ФНРЈ, Сабор НР Хрватске је 5. фебруара 1953. усвојио Уставни закон о основама друштвеног и политичког уређења НР Хрватске којим је укинут Президијум Сабора НР Хрватске.
| Преглед председништава ЗАВНОХ-а, Народног сабора, Уставотворног сабора и Сабора НР Хрватске од 1943. до 1953. | Преглед председништава ЗАВНОХ-а, Народног сабора, Уставотворног сабора и Сабора НР Хрватске од 1943. до 1953. | Преглед председништава ЗАВНОХ-а, Народног сабора, Уставотворног сабора и Сабора НР Хрватске од 1943. до 1953. | Преглед председништава ЗАВНОХ-а, Народног сабора, Уставотворног сабора и Сабора НР Хрватске од 1943. до 1953. | Преглед председништава ЗАВНОХ-а, Народног сабора, Уставотворног сабора и Сабора НР Хрватске од 1943. до 1953. | Преглед председништава ЗАВНОХ-а, Народног сабора, Уставотворног сабора и Сабора НР Хрватске од 1943. до 1953. | Преглед председништава ЗАВНОХ-а, Народног сабора, Уставотворног сабора и Сабора НР Хрватске од 1943. до 1953.                                                |
| сабор | сазив | назив | почетак мандата                                                                                               | крај мандата                                                                                                  | трајање мандата                                                                                               | напомена |
| --- | --- | --- | --- | --- | --- | --- |
| ЗАВНОХ 1944—1945.                                                                                             | Треће заседање                                                                                                | Председништво ЗАВНОХ                                                                                          | 9. мај 1944.                                                                                                  | 24. јул 1945.                                                                                                 | 1 година, 77 дана                                                                                             | |
| ЗАВНОХ 1944—1945.                                                                                             | Четврто заседање                                                                                              | Председништво ЗАВНОХ                                                                                          | 24. јул 1945.                                                                                                 | 25. јул 1945.                                                                                                 | 1 година, 129 дана                                                                                            | Председништво ЗАВНОХ изабрано на Четвртом заседању ЗАВНОХ је 25. јула 1945. преименовано у Председништво Народног сабора, а 26. фебруара у Президијум Сабора |
| Народни сабор Хрватске 1945—1946.                                                                             | — | Председништво Народног сабора Хрватске                                                                        | 25. јул 1945.                                                                                                 | 26. фебруар 1946.                                                                                             | 1 година, 129 дана                                                                                            | Председништво ЗАВНОХ изабрано на Четвртом заседању ЗАВНОХ је 25. јула 1945. преименовано у Председништво Народног сабора, а 26. фебруара у Президијум Сабора |
| Сабор НР Хрватске 1946.                                                                                       | — | Президијум Сабора НР Хрватске                                                                                 | 26. фебруар 1946.                                                                                             | 30. новембар 1946.                                                                                            | 1 година, 129 дана                                                                                            | Председништво ЗАВНОХ изабрано на Четвртом заседању ЗАВНОХ је 25. јула 1945. преименовано у Председништво Народног сабора, а 26. фебруара у Президијум Сабора |
| Уставотворни сабор 1946—1947.                                                                                 | — | Президијум Уставотворног сабора                                                                               | 30. новембар 1946.                                                                                            | 18. фебруар 1947.                                                                                             | 4 године, 4 дана                                                                                              | Президијум Уставотворног сабора је 18. фебруара 1947. преименован у Президијум Сабора                                                                        |
| Сабор НР Хрватске 1947—1953.                                                                                  | 1 сазив 1945—1950.                                                                                            | Президијум Сабора НР Хрватске                                                                                 | 18. фебруар 1947.                                                                                             | 4. децембар 1950.                                                                                             | 4 године, 4 дана                                                                                              | Президијум Уставотворног сабора је 18. фебруара 1947. преименован у Президијум Сабора                                                                        |
| Сабор НР Хрватске 1947—1953.                                                                                  | 2 сазив 1950—1953.                                                                                            | Президијум Сабора НР Хрватске                                                                                 | 4. децембар 1950.                                                                                             | 5. фебруар 1953.                                                                                              | 2 године, 63 дана                                                                                             | |
| Подебљани су датуми када је вршен избор Председништва, односно Президијума                                    | | | | | | |

## Председници
| Списак председника Председништва ЗАВНОХ-а и Народног сабора Хрватске и председника Президијума Уставовтворног сабора и Сабора НР Хрватске | Списак председника Председништва ЗАВНОХ-а и Народног сабора Хрватске и председника Президијума Уставовтворног сабора и Сабора НР Хрватске | Списак председника Председништва ЗАВНОХ-а и Народног сабора Хрватске и председника Президијума Уставовтворног сабора и Сабора НР Хрватске | Списак председника Председништва ЗАВНОХ-а и Народног сабора Хрватске и председника Президијума Уставовтворног сабора и Сабора НР Хрватске | Списак председника Председништва ЗАВНОХ-а и Народног сабора Хрватске и председника Президијума Уставовтворног сабора и Сабора НР Хрватске | Списак председника Председништва ЗАВНОХ-а и Народног сабора Хрватске и председника Президијума Уставовтворног сабора и Сабора НР Хрватске | Списак председника Председништва ЗАВНОХ-а и Народног сабора Хрватске и председника Президијума Уставовтворног сабора и Сабора НР Хрватске | Списак председника Председништва ЗАВНОХ-а и Народног сабора Хрватске и председника Президијума Уставовтворног сабора и Сабора НР Хрватске | Списак председника Председништва ЗАВНОХ-а и Народног сабора Хрватске и председника Президијума Уставовтворног сабора и Сабора НР Хрватске | Списак председника Председништва ЗАВНОХ-а и Народног сабора Хрватске и председника Президијума Уставовтворног сабора и Сабора НР Хрватске |
| Сазив скупштине | Број | Име и презиме | Животни век | Мандат | Мандат | Трајање мандата | Назив функције | Напомене | Реф. |
| Сазив скупштине | Број | Име и презиме | Животни век | Почетак | Крај | Трајање мандата | Назив функције | Напомене | Реф. |
| --- | --- | --- | --- | --- | --- | --- | --- | --- | --- |
| — | 1 | Владимир Назор | 1876—1949. | 9. мај 1944. | 25. јул 1945. | 2 године, 205 дана | Председник Председништва ЗАВНОХ | | |
| — | 1 | Владимир Назор | 1876—1949. | 25. јул 1945. | 26. фебруара 1946. | 2 године, 205 дана | Председник Председништва Народног сабора Хрватске                                                                                         | | |
| — | 1 | Владимир Назор | 1876—1949. | 26. фебруар 1946. | 30. новембар 1946. | 2 године, 205 дана | Председник Президијума Сабора НР Хрватске                                                                                                 | | |
| 1946—1950. | 1 | Владимир Назор | 1876—1949. | 30. новембар 1946. | 18. јануар 1947. | 2 године, 201 дан | Председник Президијума Уставотворног сабора НР Хрватске                                                                                   | | |
| 1946—1950. | 1 | Владимир Назор | 1876—1949. | 18. јануар 1947. | 19. јун 1949. | 2 године, 201 дан | Председник Президијума Сабора НР Хрватске                                                                                                 | преминуо | |
| 1946—1950. | 2 | Карло Мразовић | 1902—1987. | 15. октобар 1949. | 4. децембар 1950. | 2 године, 155 дана | Председник Президијума Сабора НР Хрватске                                                                                                 | | |
| 1950—1953. | 2 | Карло Мразовић | 1902—1987. | 4. децембар 1950. | 18. март 1952. | 2 године, 155 дана | Председник Президијума Сабора НР Хрватске                                                                                                 | | |
| 1950—1953. | 3 | Вицко Крстуловић | 1905—1988. | 18. март 1952. | 5. фебруар 1953. | 324 дана | Председник Президијума Сабора НР Хрватске                                                                                                 | | |

## Чланови
| Списак чланова Председништва ЗАВНОХ-а и Народног сабора Хрватске и Президијума Уставотворног сабора и Сабора НР Хрватске | Списак чланова Председништва ЗАВНОХ-а и Народног сабора Хрватске и Президијума Уставотворног сабора и Сабора НР Хрватске | Списак чланова Председништва ЗАВНОХ-а и Народног сабора Хрватске и Президијума Уставотворног сабора и Сабора НР Хрватске | Списак чланова Председништва ЗАВНОХ-а и Народног сабора Хрватске и Президијума Уставотворног сабора и Сабора НР Хрватске | Списак чланова Председништва ЗАВНОХ-а и Народног сабора Хрватске и Президијума Уставотворног сабора и Сабора НР Хрватске | Списак чланова Председништва ЗАВНОХ-а и Народног сабора Хрватске и Президијума Уставотворног сабора и Сабора НР Хрватске | Списак чланова Председништва ЗАВНОХ-а и Народног сабора Хрватске и Президијума Уставотворног сабора и Сабора НР Хрватске | Списак чланова Председништва ЗАВНОХ-а и Народног сабора Хрватске и Президијума Уставотворног сабора и Сабора НР Хрватске |
| Број | Име и презиме | Председништво ЗАВНОХ | Председништво Народног сабора Хрватске и Президијум Сабора НР Хрватске                                                   | Президијум Уставотворног сабора и Президијум Сабора НР Хрватске (1 сазив)                                                | Президијум Сабора НР Хрватске (2 сазив)                                                                                  | Напомене | Реф. |
| Број | Име и презиме | 9. мај 1944 — 25. јул 1945.                                                                                              | 25. јул 1945 — 30. новембар 1946.                                                                                        | 30. новембар 1946 — 4. децембар 1950.                                                                                    | 4. децембар 1950 — 5. фебруар 1953.                                                                                      | Напомене | Реф. |
| --- | --- | --- | --- | --- | --- | --- | --- |
| 1 | Ђузепе Аригони | — | — | члан, од 9.12.1947. | члан | изабран након уласка Истре, Ријеке и Задра у састав ФНРЈ                                                                 | |
| 2 | Антун Туна Бабић (1875—1957)                                                                                             | — | потпредседник, од 2.10.1945.                                                                                             | потпредседник | потпредседник | | |
| 3 | Владимир Бакарић (1912—1983)                                                                                             | — | члан | члан | члан | | |
| 4 | Марко Белинић (1911—2004)                                                                                                | — | — | члан | члан | | |
| 5 | Антун Бибер (1910—1995)                                                                                                  | — | — | члан | члан | | |
| 6 | Јаков Блажевић (1912—1997)                                                                                               | — | — | члан, од 17.5.1950. | — | | |
| 7 | Душан Бркић (1913—2000)                                                                                                  | члан | члан | члан, до 11.9.1950. | — | искључен након хапшења, уместо њега изабран Никола Секулић                                                               | |
| 8 | Звонко Бркић (1912—1977)                                                                                                 | — | — | члан, од 17.12.1948. | члан | изабран уместо Андрије Хебранга                                                                                          | |
| 9 | Никола Брозина (1909—2001)                                                                                               | члан | члан | — | — | | |
| 10 | Антe Вркљан (1899—1969)                                                                                                  | члан | члан | члан | члан | | |
| 11 | Фрањо Гажи (1900—1964)                                                                                                   | потпредседник | потпредседник, до 2.10.1945.                                                                                             | члан | члан | | |
| 12 | Иван Гранђа (1879—1953)                                                                                                  | — | члан | члан | члан | | |
| 14 | Павле Грегорић (1892—1989)                                                                                               | секретар | члан | члан | члан | | |
| 15 | Марија Гржетић (1910—1991)                                                                                               | члан | члан | члан | члан | | |
| 16 | Томажо Добрић (1921—2007)                                                                                                | — | — | члан, од 7.4.1949. | члан | изабран уместо Саве Златића                                                                                              | |
| 17 | Стево Зечевић (1885—) | — | потпредседник, до 26.2.1946                                                                                              | — | — | изабран за потпредседника уместо Радета Прибићевића                                                                      | |
| 18 | Саво Златић (1912—2007)                                                                                                  | — | — | члан, од 9.12.1947. до 7.4.1949.                                                                                         | — | изабран након уласка Истре, Ријеке и Задра у састав ФНРЈ; искључен након хапшења                                         | |
| 19 | Славко Комар (1918—2012)                                                                                                 | члан | члан | — | — | | |
| 20 | Александар Кохаровић (1898—1989)                                                                                         | члан | члан | — | — | | |
| 21 | Иван Стево Крајачић (1906—1986)                                                                                          | члан | члан | члан | члан | | |
| 22 | Вицко Крстуловић (1905—1988)                                                                                             | члан | члан | члан | председник, од 18.3.1952.                                                                                                | изабран за председника после оставке Карла Мразовића                                                                     | |
| 23 | Иван Кузмић (1896—1973)                                                                                                  | члан | члан | — | — | | |
| 24 | Филип Лакуш (1888—1958)                                                                                                  | — | члан | — | — | | |
| 25 | Божидар Маговац (1908—1955)                                                                                              | члан | — | — | — | | |
| 26 | Анте Мандић (1881—1959)                                                                                                  | члан | — | — | — | | |
| 27 | Карло Мразовић (1902—1987)                                                                                               | члан | члан | председник, од 15.10.1949.                                                                                               | председник, до 18.3.1952.                                                                                                | изабран за председника након смрти Владимира Назора; поднео оставку након избора за амбасадора у Мексику                 | |
| 28 | Владимир Назор (1876—1949)                                                                                               | председник | председник | председник, до 19.6.1949.                                                                                                | — | преминуо 19.6.1949. | |
| 29 | Фрањо Нефат (1908—1990)                                                                                                  | — | — | члан, од 9.12.1947. | члан | изабран након уласка Истре, Ријеке и Задра у састав ФНРЈ                                                                 | |
| 30 | Станко Опачић (1903—1994)                                                                                                | члан | — | — | — | | |
| 31 | Ката Пејновић (1899—1968)                                                                                                | члан | члан | потпредседник од 17.5.1950.                                                                                              | потпредседник | | |
| 32 | Марко Половић (1895—1980)                                                                                                | — | — | — | члан | | |
| 33 | Миле Почуча | члан | секретар | потпредседник, до 17.5.1950.                                                                                             | члан | | |
| 34 | Стјепан Првчић (1893—1960)                                                                                               | заменик секретара | заменик секретара | члан | — | | |
| 35 | Раде Прибићевић (1896—1953)                                                                                              | потпредседник | потпредседник, до 26.2.1946.                                                                                             | члан | члан | поднео оставку, због обавеза у Влади, уместо њега за потпредседника изабран Стево Зечевић                                | |
| 36 | Вања Радауш (1906—1975)                                                                                                  | члан | члан | — | — | | |
| 37 | Светозар Ритиг (1873—1961)                                                                                               | члан | члан | члан | члан | | |
| 38 | Иво Сарајчић (1915—1994)                                                                                                 | — | — | секретар, до 10.3.1947.                                                                                                  | — | поднео оставку због преласка на другу дужност, уместо њега изабран Јуре Франичевић                                       | |
| 39 | Никола Секулић (1911—2002)                                                                                               | — | — | члан, од 11.9.1950. | члан | изабран уместо Душана Бркића                                                                                             | |
| 40 | Златан Сремец (1898—1971)                                                                                                | члан | члан | — | — | | |
| 41 | Нада Сремец (1898—1970)                                                                                                  | члан | — | — | — | | |
| 42 | Маријан Стилиновић (1904—1959)                                                                                           | члан | члан | — | — | | |
| 43 | Јуре Франичевић (1918—1994)                                                                                              | — | — | секретар, од 10.3.1947                                                                                                   | секретар | изабран уместо Иве Сарајачића                                                                                            | |
| 44 | Фране Фрол (1899—1989)                                                                                                   | члан | члан | члан | члан | | |
| 45 | Андрија Хебранг (1899—1949)                                                                                              | потпредседник | члан | члан, до 17.12.1948. | — | искључен након хапшења                                                                                                   | |
| 46 | Јосип Хрнчевић (1901—1994)                                                                                               | — | — | члан | члан | | |
| 47 | Душан Чалић (1918—1993)                                                                                                  | заменик секретара | — | — | — | | |
| 48 | Томо Чиковић (1896—1981)                                                                                                 | члан | члан | — | — | | |
| 49 | Станко Шкаре (1900—1967)                                                                                                 | члан | члан | члан | члан | | |